# Mecranium juddii
Mecranium juddii är en tvåhjärtbladig växtart som beskrevs av James Dan Skean. Mecranium juddii ingår i släktet Mecranium och familjen Melastomataceae.
Artens utbredningsområde är Haiti. Inga underarter finns listade i Catalogue of Life.